# Régime hydrologique

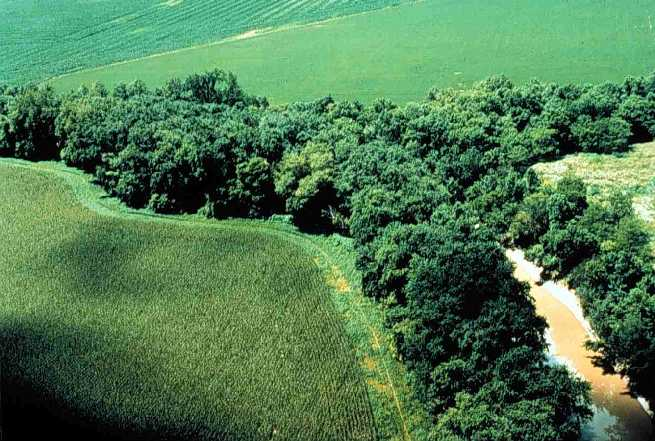
Un écosystème associé au cours d’eau : la bande rivulaire.

Le terme de régime hydrologique désigne l’ensemble des variations de l'état (débit mensuel, hauteur d'eau) et des caractéristiques d'un cours d'eau, qui se répètent régulièrement dans le temps et dans l'espace et passent par des variations cycliques, par exemple, saisonnières (définition du Glossaire International d’Hydrologie). Les régimes hydrologiques de base des cours d’eau sont le régime glaciaire, le régime nival et le régime pluvial, appelés ainsi d'après l'origine de l'eau : glace, neige ou pluie.

## Régime hydrologique naturel

Débits mensuels de l'Authie sous la forme d'un histogramme

Le paradigme du régime hydrologique naturel est l'approche adéquate pour déterminer l'influence de l'hydrologie sur la structure et le fonctionnement des cours d’eau et des zones humides associées,. Il s'oppose à l'approche naïve qui consiste à n’accorder d’attention qu’aux seuls débits moyen et extrêmes. L’échec du projet initial de restauration des Everglades a d’ailleurs montré l’importance fondamentale de la variabilité saisonnière et inter-annuelle des débits.

## Spécificité des écosystèmes
Les deux principes de base de l’écologie des cours d’eau sont :
1. à chaque rivière sont associés un régime et une biocénose propres,
2. le régime hydrologique naturel conditionne l’évolution des biotopes.

Le premier principe découle de la complexité des milieux naturels. Les cours d’eau sont fondamentalement issus des précipitations, mais le débit en un point et à un moment donné est une combinaison du débit amont, des ruissellements superficiels et hypodermiques ainsi que de la contribution éventuelle des nappes phréatiques. Le climat, la géologie, la topographie, la nature des sols et de la végétation vont influencer le parcours de l’eau, de sorte qu’il est peu probable que deux rivières aient le même hydrogramme. De la particularité du régime hydrologique découle celle des biotopes : l’eau transporte et dépose les matériaux sédimentaires et organiques, créant divers habitats, qui évoluent sans cesse. Des espèces se sont adaptées à la mosaïque de ces habitats, qui leur permet de survivre aux événements extrêmes.

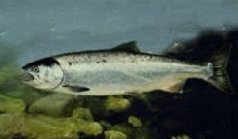
Un poisson migrateur : le saumon Coho (Oncorhynchus kisutch)

Du point de vue de l’évolution, le régime hydrologique joue un rôle important dans le succès d’une espèce dans un milieu donné. Il constitue le fondement même du cycle de vie de la biocénose. L’exemple le plus frappant est sans doute le cas des poissons migrateurs, dont la croissance, la reproduction et les déplacements sont liés aux régimes hydrologiques particuliers des fleuves qu’ils fréquentent. Ainsi, les saumons chinois (Oncorhynchus tshwaytsha) sont plus gros en moyenne que ceux du Pacifique, ce qui leur permet de creuser les sédiments de façon à créer une poche d’œufs adaptée aux fleuves chinois, généralement puissants : leur taille décroît cependant dans les fleuves plus calmes. Une même espèce de saumon va donc avoir des caractéristiques totalement différentes d’une rivière à l’autre, tant du point de vue morphologique que comportemental : en Alaska, le saumon coho (Oncorhynchus kisutch) entame sa migration avec les pluies d’automne, en septembre-octobre, tandis que, dans l’Oregon, le début des pluies et le départ de la même espèce sont retardés jusqu’en novembre.

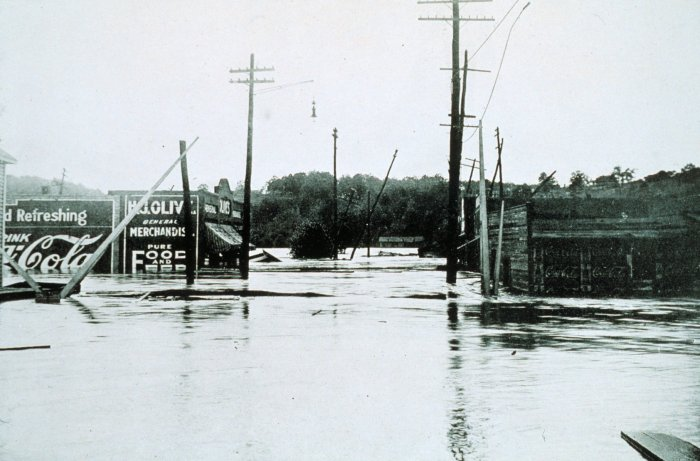
Rue d’Asheville (Caroline du Nord) pendant les inondations de 1916

Le second principe a été démontré empiriquement par l’observation des changements induits par la construction de barrages un peu partout dans le monde. La maîtrise des cours d’eau s’est accompagnée d’une modification des conditions physiques des habitats (entrave au transport des sédiments, écrêtement des crues) et une diminution de la biodiversité. Les poissons migrateurs ont disparu des fleuves aménagés pour la navigation comme le Rhône, en France. La suppression d’une part importante de la variabilité hydrologique a fait perdre leur avantage à certaines espèces, qui ont été remplacées par des espèces indigènes devenues dominantes, ou par des envahisseurs, comme les jussies dans l’Hérault. Le régime hydrologique influence également la distribution et l’abondance des individus. La disponibilité de la nourriture (débris végétaux) comme la dispersion des semences sont en effet limitées par leur transport. D’autre part, certains habitats ne subsistent que grâce à la variabilité hydrologique : les gravières, par exemple, que les crues préservent du colmatage par la fraction fine des sédiments. Enfin, les inondations maintiennent les nappes adjacentes et la teneur en eau des sols au niveau nécessaire à la germination et à la croissance de certains végétaux : les saules et les peupliers, par exemple, ont besoin de garder leurs racines dans un sol saturé d’eau, en particulier les jeunes plants. C’est pourquoi on trouve souvent des groupes d’arbres de même âge dans les parties les plus élevées du lit majeur : seuls les arbres dont la croissance a eu lieu pendant une année de grande crue ont pu survivre.

## Altérations anthropiques du régime hydrologique
Les modifications du régime hydrologique affectent l’équilibre entre le mouvement de l’eau et celui des sédiments. L’établissement d’un nouvel équilibre dynamique du lit du cours d’eau et de sa plaine d’inondation est un processus lent, qui peut durer des dizaines voire des centaines d’années. Dans certains cas, il n’est même jamais atteint et l’écosystème reste dans un état de « convalescence » perpétuelle. Les exemples extrêmes de rivières ayant virtuellement perdu toutes leurs fonctions naturelles sont de plus en plus nombreux (Colorado, Gange, Fleuve Jaune…) 

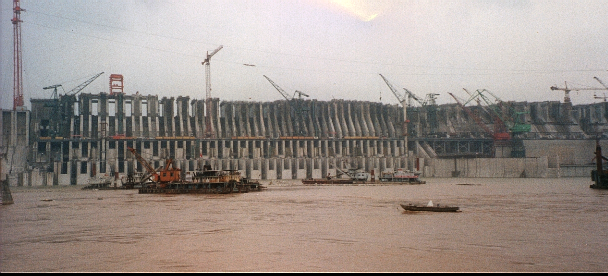
Le chantier du gigantesque barrage des Trois Gorges, en Chine (été 2002)

Les altérations anthropiques directes du régime naturel sont essentiellement dues aux excès de pompage dans les rivières, pour l’agriculture ou l’adduction d'eau, au drainage des zones humides et à la construction de barrages destinés à la prévention des crues, à l’irrigation, à la production d’électricité, à la navigation et aux loisirs. Les conséquences de ces aménagements sont variables : si les effets sont négligeables en dessous d’un seuil de perturbation spécifique à chaque rivière, ils peuvent être dramatiques au-delà, notamment pour les poissons et invertébrés dont œufs et larves dépendent étroitement de la sédimentation. La perturbation due au barrage est à la fois une perturbation globale, qui affecte tout l’aval du cours d’eau, et locale : les variations de débit à court terme au niveau des centrales hydro-électriques sont sans équivalent dans la nature et représente donc un stress particulièrement violent pour les écosystèmes.
La capture des crues peut entraîner l’isolement de certains habitats : on parle de perte de connectivité. Les plaines inondables servent de refuge à certaines espèces, qui s’en trouvent alors privées. Différents modèles ont montré que la productivité piscicole d’un cours d’eau est directement liée aux surfaces minima et maxima des zones humides,. Les digues et autres levées de terre aggravent la perte de connectivité latérale et ont souvent pour effet de modifier la profondeur du lit et la vitesse des courants.

## Réponse de l’écosystème aux altérations du régime hydrologique
La réponse écologique est spécifique à chaque cours d’eau. Une même activité humaine peut avoir, en deux endroits distincts, des conséquences écologiques ou des ampleurs différentes. L’impact de l’altération va dépendre de son emprise sur le cours d’eau : certaines zones peuvent être moins affectées que d’autres et servir de refuge aux espèces indigènes face aux envahisseurs. L’altération influe aussi bien sur le cours d’eau proprement dit que sur la ripisylve. La disparition d’une espèce ou d’un habitat peut susciter une cascade de conséquences par le jeu des interdépendances et des réseaux trophiques, ce qui explique la brutalité des réponses écologiques au-delà des seuils d’altération du régime hydrologique tolérés par les écosystèmes.
Dans les ripisylves des rivières régulées, l’absence d’inondations et la rareté des incursions de la nappe dans les couches superficielles du sol perturbe la dynamique chimique et ne permet pas d’assurer la dispersion des sels minéraux. La salinité des sols peut alors augmenter jusqu’à des teneurs incompatibles avec la présence de certains végétaux indigènes dont elle inhibe la germination et le développement. Ces espèces sont petit à petit remplacées par des végétaux plus résistants.
Les rares cartes et croquis des naturalistes du XIXe siècle laissent penser que l’étendue des ripisylves a été moins affectée que leur diversité et leur densité par la modification des régimes hydrologiques. Une étude suédoise sur huit rivières a montré que le nombre d’espèces végétales et la densité de la couverture diminuait sensiblement au niveau des retenues et dérivations d’eau (respectivement de 33 et 67-98 %).

## Nouvelles approches de gestion de l’eau
La plupart des effets de l’altération du régime hydrologique sont réversibles à plus ou moins long terme. La prise de conscience du coût de l’altération des écosystèmes en termes de biodiversité, mais aussi de service rendu à la société (pêche, autoépuration, loisirs) a permis diverses expériences de restauration, soutenues par des politiques volontaristes, telles que le South African National Water Act (1998). Les premiers projets se sont cependant concentrés sur des objectifs trop simplistes, comme l’instauration de débits minima, et ont été des échecs. L’établissement de prescriptions quantitatives utilisables par les gestionnaires est l’enjeu de nombreuses recherches actuelles. Cette approche est cependant sujette à caution car les bénéfices écologiques d’un retour à un fonctionnement de référence dépendent de bien des facteurs. L’essentiel est sans doute de renoncer à « dompter » complètement les cours d’eau et de restaurer une part de leur imprévisibilité.

## Sources et bibliographie
- Baron J. S., Poff L. N., Angermeier P. L., Dahm C. N., Gleick P. H., Hairston N. G. Jr, Jackson R. B., Johnston C. A., Richter B. D. et Steinman A., 2002, Meeting ecological and societal needs for freshwater, Ecological Applications 12(5) : 1247- 1260.
- Beven K. J., 1993, Prophecy, reality and uncertainty in distributed hydrological modelling, Adv. Water Resour. 16, 41-51.
- Dunne T. et Leopold L. B., 1978, Water in Environmental Planning, San Francisco, W. H. Freeman and Co.
- Rogers P., 1978, On the Choice of the « appropriate model » for water resources planning and management, Water Resources Research, 14(6), 1003-10.